# NGC 2007
NGC 2007 je galaksija u zviježđu Slikarskom stalku.

## Vanjske poveznice
- SEDS: NGC 2007